# Pont d'Herbens
Le pont d'Herbens est un pont à poutres avec travées solidaires en acier construit en 1895 et situé à l'orée du réservoir du Grand-Large à Meyzieu. Il constitue l'un des aménagements alors réalisés dans le cadre de la construction de la centrale hydroélectrique de Cusset. Il permet en effet la traversée routière du canal de Jonage entre Meyzieu et le Grand parc de Miribel-Jonage.

## Présentation

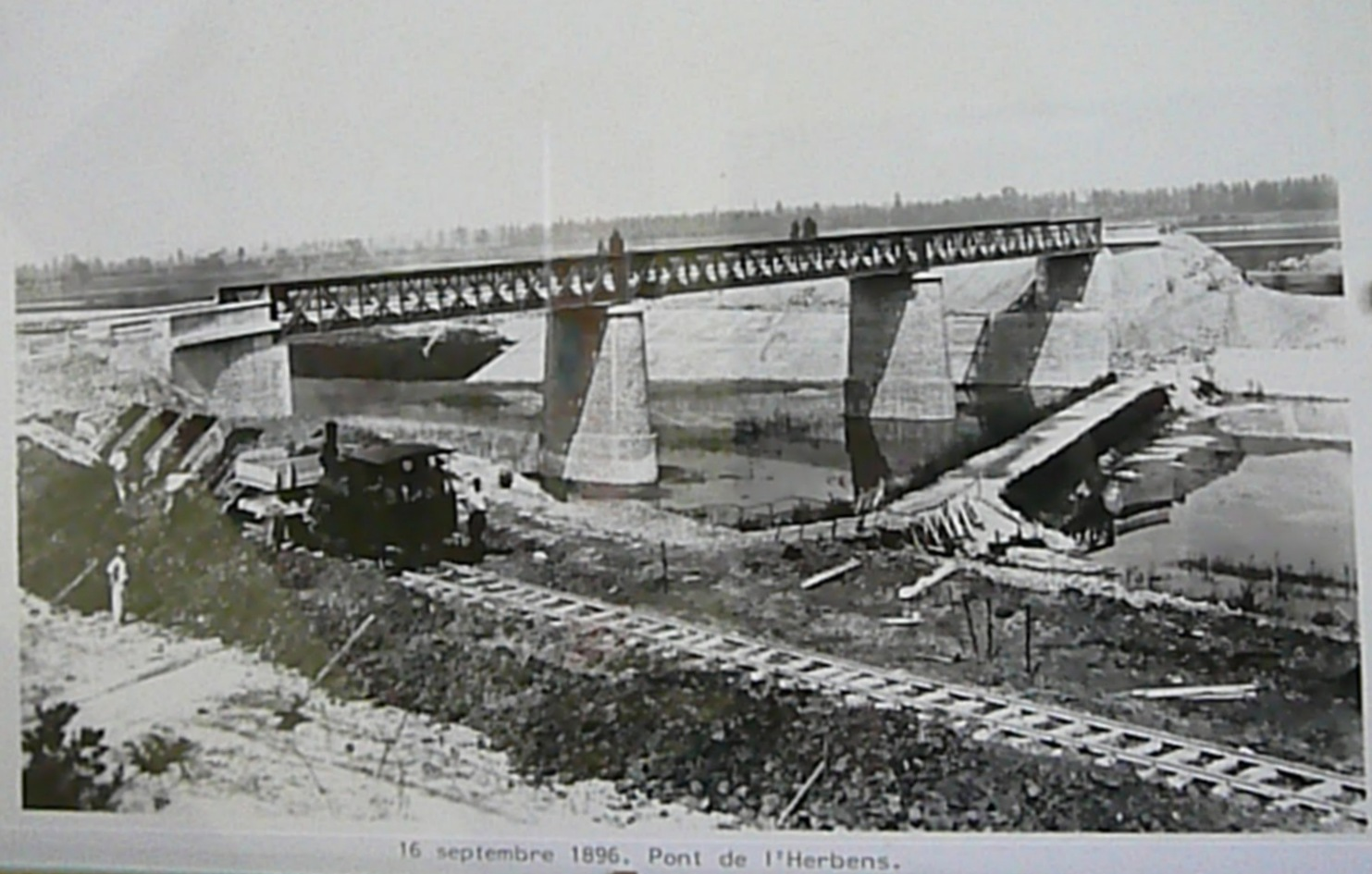
Construction du pont d'Herbens.

Il mesure 83,72 mètres de long et est constitué de trois travées. Son tablier mesure 4 mètres de large reposant sur deux piles hautes de 9 mètres.